# Haukijärvi (Gällivare socken, Lappland, 743787-170791)
Haukijärvi är en sjö i Gällivare kommun i Lappland och ingår i Råneälvens huvudavrinningsområde.